# Yvon Chouinard
Pour les articles homonymes, voir Chouinard.

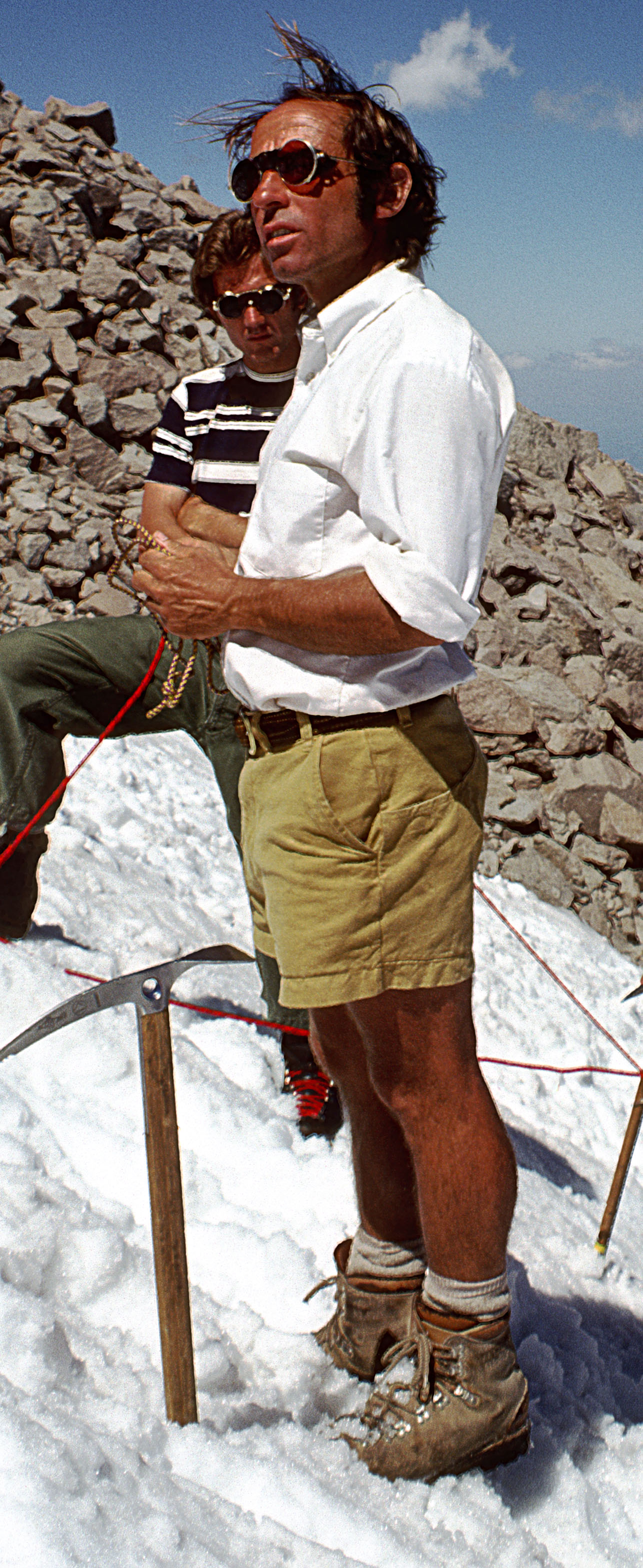
Yvon Chouinard donnant une leçon d'escalade glaciaire au mont Hood en 1975.

Yvon Chouinard, né le 9 novembre 1938 à Lewiston dans le Maine (États-Unis), est un grimpeur, alpiniste et chef d'entreprise américain, fondateur des sociétés de matériel technique Black Diamond et Patagonia.
Par ses ascensions et ses inventions en termes de matériel technique, Yvon Chouinard a notamment participé à l'âge d'or de l'escalade au Yosemite dans les années 1960, promouvant notamment l'escalade propre, et dans les années 1970 au développement de l'escalade glaciaire moderne.

## Biographie
Yvon Chouinard naît en 1938 à Lewiston dans le Maine (États-Unis), dans une famille d'origine canadienne-française. Durant son enfance, ses parents quittent le Maine pour s'installer dans le Sud de la Californie.
En 1953, à l’âge de 14 ans, il s’initie à l’escalade en tant que membre du Club de fauconnerie de la Californie du Sud. En 1957, devenu passionné d'escalade, il juge que les pitons qu'il utilise ne sont pas assez solides et il décide alors de fabriquer son propre matériel, des pitons et mousquetons en acier réutilisables, dans un petit atelier situé dans l’arrière-cour de la maison de ses parents à Burbank. Il gagne alors sa vie en vendant le matériel qu’il fabrique, depuis le coffre de sa voiture.
En 1965, il s’associe avec Tom Frost, grimpeur et ingénieur en aéronautique. La fabrication artisanale devient alors industrielle. Il ouvre son premier magasin, Great Pacific Iron Works, dans la cité balnéaire de Ventura en Californie. Dans les années 1970, la société Chouinard Equipment devient le premier fournisseur de matériel d’escalade des États-Unis. En 1972, elle décide de remplacer, dans son catalogue, les pitons qui abîment la roche par des coinceurs en aluminium, inventant la « grimpe propre ». La même année, la société propose des articles et vêtements de plein air solides (anoraks de pluie enduits de polyuréthane, sacs de bivouac fabriqués en Écosse, gants et moufles d’Autriche en laine bouillie, bonnets « schizo » réversibles) et en 1973 prend le nom de Patagonia.
Le 1er décembre 1989, Yvon Chouinard et Chouinard Equipment fondent Black Diamond Equipment, fabricant et distributeur de matériel d'escalade, de montagne et de ski et d'équipements de survie. La société Black Diamond est cependant revendue en mai 2010 pour 90 millions de dollars à Clarus Corporation.
Le 14 septembre 2022, il annonce céder l'intégralité de ses parts de Patagonia ainsi que celles de sa famille, au profit d'un trust chargé de reverser les bénéfices de l'entreprise (environ 100 millions de dollars par an) à une association pour la protection de l'environnement,,.

## Ascensions
- 1961 - Ouverture de la première voie du pilier ouest de la South Howser Spire, dans le massif des Bugaboo (chaîne Columbia)
- 1961 - Face nord du mont Edith Cavell (3 363 m, Canada) avec Fred Beckey et Dan Doody
- 1962 - Face ouest du Sentinel Rock
- 1964 - Face sud du mont Watkins et ascension du North America Wall à El Capitan[11]
- 1965 - Muir Wall à El Capitan
- 1968 - Arête sud-ouest du cerro Fitz Roy
- 1973 - Première ascension « hammerless » (« sans marteau ») de la voie The Nose à El Capitan, en compagnie de Bruce Carson

## Publications
- Climbing Ice, Random House, 1982
- Let My People Go Surfing. The Education of a Reluctant Businessman, The Penguin Press, 2005. Traduit en français sous le titre Confessions d'un entrepreneur... pas comme les autres, essai autobiographique, préfacé par Naomi Klein, détaillant sa vie de jeune alpiniste passionné devenu forgeron par nécessité, puis entrepreneur engagé.
- Homme d'affaires malgré moi : Confessions d'un alter-entrepreneur, Vuibert, 2006
- Un business responsable, les leçons tirées de 40 ans d'expérience de Patagonia, Vuibert, octobre 2013

## Doctorats honorifiques
- Doctorat honoris causa de Yale University
- Doctorat honoris causa de Bowdoin College
- Doctorat honoris causa de University of Pennsylvania
- Doctorat honoris causa de l'Université de Sherbrooke (2011)[12]